# Gauliga Jeetze
Die Gauliga Jeetze war eine der obersten Fußballligen des Verbandes Mitteldeutscher Ballspiel-Vereine (VMBV). Sie wurde 1923 ins Leben gerufen und bestand bis zur Angliederung an die Gauliga Altmark 1930. Der Sieger qualifizierte sich für die Endrunde der mitteldeutschen Fußballmeisterschaft. Das Ligagebiet entspricht ungefähr dem nordwestlichen Teil des heutigen Altmarkkreis Salzwedel sowie der Samtgemeinde Lüchow.

## Überblick
Die Gauliga Jeetze wurde 1923 im Zuge einer Spielklassenreform (die sieben erstklassigen Kreisligen wurden aufgelöst und die zahlreichen Gauligen traten wieder an erster Stelle) des VMBV gegründet. Sie begann mit acht teilnehmenden Mannschaften und wurde schrittweise auf fünf Teilnehmer verkleinert. Gegen Ende der 1920er wurde wieder mit sechs, bzw. sieben Vereinen gespielt. 1930 wurde die Gauliga Jeetze aufgelöst und zukünftig als Staffel Jeetze innerhalb der Gauliga Altmark ausgespielt.
Die Gauliga Jeetze wurde vom FC Salzwedel 09 und VfB 07 Klötze dominiert, die sich die Gaumeisterschaften unter sich ausmachten. 

## Einordnung
Die übermäßige Anzahl an erstklassigen Gauligen innerhalb des VMBVs hatte eine Verwässerung des Spielniveaus verursacht, es gab teilweise zweistellige Ergebnisse in den mitteldeutschen Fußballendrunden. Die Vereine aus der Gauliga Jeetze gehörten zu den spielschwächsten Vereinen im Verband. Kein einziges Mal konnte die zweite Runde in der mitteldeutschen Fußballendrunde erreicht werden, teilweise verlor der Vertreter Jeetzes gar zweistellig (1926/27 0:11 gegen den SuS 1898 Magdeburg, 1929/30 1:13 gegen den FV Fortuna Magdeburg). Größter Erfolg in der Endrunde war die knappe 1:2-Niederlage gegen den Sieger der spielstärksten Liga Nordwestsachsen, FC Viktoria Leipzig, in der Spielzeit 1927/28.
Für die ab 1933 eingeführte Gauliga Mitte qualifizierte sich keine Mannschaft aus der Gauliga Jeetze. Bis 1945 gelang auch keinem Verein aus diesem Gaugebiet der Aufstieg in diese Liga.

## Meister der Gauliga Jeetze 1924–1933
| Jahr    | Gaumeister Saale | Abschneiden mitteldt. Meisterschaft a | Mitteldeutscher Meister     |
| ------- | ---------------- | ------------------------------------- | --------------------------- |
| 1923/24 | FC Salzwedel 09  | 1. Runde (1)                          | SpVgg 1899 Leipzig-Lindenau |
| 1924/25 | FC Salzwedel 09  | 1. Runde (1)                          | VfB Leipzig                 |
| 1925/26 | VfB 07 Klötze    | 1. Runde (1)                          | Dresdner SC                 |
| 1926/27 | VfB 07 Klötze    | 1. Vorrunde (1)                       | VfB Leipzig                 |
| 1927/28 | FC Salzwedel 09  | 1. Vorrunde (1)                       | FC Wacker Halle             |
| 1928/29 | VfB 07 Klötze    | 1. Vorrunde (1)                       | Dresdner SC                 |
| 1929/30 | VfB 07 Klötze    | 1. Vorrunde (1)                       | Dresdner SC                 |

## Rekordmeister
Rekordmeister der Gauliga Jeetze ist der VfB 07 Klötze, der den Titel vier Mal gewinnen konnten.
|  | Verein          | Titel | Jahr                               |
|  | --------------- | ----- | ---------------------------------- |
|  | VfB 07 Klötze   | 4     | 1925/26, 1926/27, 1928/29, 1929/30 |
|  | FC Salzwedel 09 | 3     | 1923/24, 1924/25, 1927/28          |

## Ewige Tabelle
Berücksichtigt sind alle Spielzeiten der erstklassigen, eigenständigen Gauliga Jeetze von 1923 bis 1930.
| Pl. | Verein                                | Jahre | Sp. | S  | U | N  | T+  | T-  | Diff. | Punkte | Ø-Pkt. | Titel | Spielzeiten        |
| --- | ------------------------------------- | ----- | --- | -- | - | -- | --- | --- | ----- | ------ | ------ | ----- | ------------------ |
| 1.  | VfB 07 Klötze                         | 7     | 69  | 53 | 3 | 13 | 297 | 123 | +174  | 109:29 | 1,58   | 4     | 1923–1930          |
| 2.  | FC Salzwedel 09                       | 6     | 53  | 41 | 4 | 8  | 182 | 56  | +126  | 86:20  | 1,62   | 3     | 1923–1929          |
| 3.  | SV Wustrow                            | 7     | 64  | 28 | 5 | 31 | 140 | 161 | −21   | 61:67  | 0,95   | 0     | 1923–1930          |
| 4.  | SV Eintracht Salzwedel                | 7     | 65  | 25 | 8 | 32 | 173 | 182 | −9    | 58:72  | 0,89   | 0     | 1923–1930          |
| 5.  | TV Jahn Salzwedel/ SuS 1924 Salzwedel | 3     | 29  | 16 | 1 | 12 | 87  | 51  | +36   | 33:25  | 1,14   | 0     | 1923–1926          |
| 6.  | TSV Immekath                          | 2     | 20  | 6  | 3 | 11 | 27  | 59  | −32   | 15:25  | 0,75   | 0     | 1928–1930          |
| 7.  | FC Blücher Barnebeck                  | 3     | 20  | 6  | 2 | 12 | 50  | 74  | −24   | 14:26  | 0,7    | 0     | 1927–1930          |
| 8.  | MTuSV Lüchow                          | 4     | 40  | 4  | 0 | 36 | 65  | 190 | −125  | 8:72   | 0,2    | 0     | 1924/25, 1926–1929 |
| 9.  | TSV 1919 Kusey                        | 1     | 8   | 3  | 0 | 5  | 6   | 32  | −26   | 6:10   | 0,75   | 0     | 1923–19            |
| 10. | SV 1920 Schwiesau                     | 1     | 10  | 3  | 0 | 7  | 20  | 36  | −16   | 6:14   | 0,6    | 0     | 1929/30            |
| 11. | SV Kalbe-Milde                        | 1     | 7   | 2  | 0 | 5  | 7   | 18  | −11   | 4:10   | 0,57   | 0     | 1923/24            |
| 12. | FC 1912 Beetzendorf                   | 1     | 7   | 2  | 0 | 5  | 9   | 28  | −19   | 4:10   | 0,57   | 0     | 1923/24            |
| 13. | FC 1919 Dähre                         | 1     | 12  | 0  | 0 | 12 | 2   | 55  | −53   | 0:24   | 0      | 0     | 1924/25            |